# 李步青
李步青（1880年—1958年），字廉方，男，湖北京山人，中国教育家、政治人物，曾任湖北省人民政府委员，湖北省政协副主席。